# HMS Andromeda (F57)
Pour les autres navires du même nom, voir HMS Andromeda.
Le HMS Andromeda est une frégate de la classe Leander de la Royal Navy. Elle a été construite au HMNB Portsmouth. Lancée le 24 mai 1967, elle est mise en service dans la Royal Navy le 2 décembre 1968. Elle a participé à la guerre des Malouines au sein du Bristol Group. Le navire a été vendu à l'Inde en 1995, pour être utilisé comme navire-école sous le nom de INS Krishna. Elle a finalement été désarmée en mai 2012.

## Construction
Andromeda était l'une des trois frégates de classe Leander commandées le 12 janvier 1965, les deux autres étant Hermione et Jupiter. Elle a été déposée à HMNB Portsmouth le 25 mai 1966, lancée le 24 mai 1967 et mise en service le 2 décembre 1968 avec le Pennant number F57.

## Armement

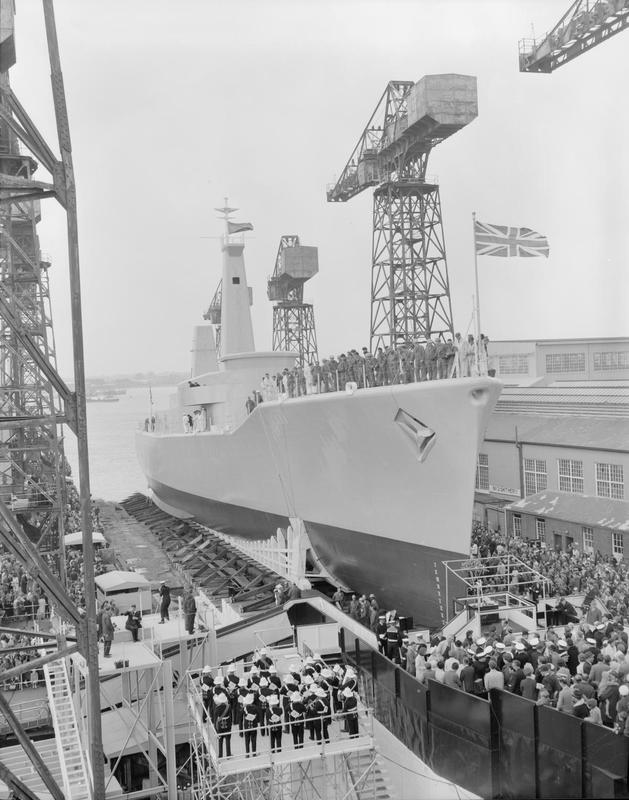
Lancement du HMS Andromeda au chantier naval royal de Portsmouth, mai 1967

Un double support de canon de marine de 4,5 pouces QF Mark I - V (113 mm) a été installé à l'avant. Un seul lanceur de missile surface-air Sea Cat était installé à l'arrière (sur le toit du hangar de l'hélicoptère), tandis que deux canons Oerlikon de 20 mm assuraient une défense rapprochée. Un mortier anti-sous-marin Limbo a été installé à l'arrière pour fournir une capacité anti-sous-marine à courte portée, tandis qu'un hangar et un pont d'hélicoptères permettaient d'utiliser un seul hélicoptère Westland Wasp, pour des opérations anti-sous-marines et anti-surface à plus longue portée.
Tel que construit, Andromeda était équipé d'un grand radar de recherche aérienne à longue portée de type 965 sur le mât principal du navire, avec un radar d'indication de cible air/surface à courte portée de type 993 et un radar de navigation de type 978 porté sur le mât avant du navire. Un système de contrôle de tir MRS3 a été transporté pour diriger les canons de 113 mm. Le navire avait une suite de sonars de type 184 sonar de recherche à moyenne portée, de type 162 de recherche de fond et de sonar d'attaque de type 170, ainsi qu'un sonar à profondeur variable de type 199 (VDS).
Entre 1977 et 1980, Andromeda a subi une reconstruction majeure, au cours de laquelle l'armement et les capteurs du navire ont été considérablement révisés. La tourelle de canon de 113 mm, le lanceur Sea Cat et le mortier anti-sous-marin Limbo ont été retirés, au bénéfice d'un sextuple lanceur de missiles sol-air Sea Wolf et quatre missiles Exocet installés à l'avant. Deux tubes lance-torpilles triples STWS-1 de 324 mm ont permis de lancer des torpilles anti-sous-marines, tandis que le hangar et le poste de pilotage du navire ont été agrandis pour un hélicoptère Westland Lynx. Une toute nouvelle tenue radar a été installée, avec un radar de recherche aérienne de type 967 et un radar d'alerte aérienne et de recherche de surface de type 968 montés dos à dos sur le mât avant du navire, et avec un radar de navigation de type 1006 monté plus bas sur le mât avant du navire. Un sonar de recherche à longue portée de type 2016 a remplacé le sonar de type 184, tandis que le sonar de recherche de fond de type 162 a été conservé. Le déplacement du navire a augmenté jusqu'à 3300 tonnes, tandis que sa vitesse a chuté à 25 nœuds (46 km/h).

## Service de la Royal Navy

### Patrouille de Beira
En 1969, Andromeda a été déployé dans le golfe Persique et en Extrême-Orient en tant que chef de la 2ème flottille de destroyers, participant à la Beira Patrol (en), un déploiement qui a été utilisé pour empêcher le pétrole d'atteindre la Rhodésie via le Mozambique. Le 1er juin 1970, le pétrolier RFA Ennerdale de la Royal Fleet Auxiliary, en route pour ravitailler Andromeda, a heurté un sommet rocheux inexploré au large des Seychelles et a coulé. Andromeda a été le premier navire sur les lieux de l'accident et a aidé à secourir l'équipage d'Ennerdale, dont l'épave a ensuite été détruite par des explosifs.
A son retour, le 23 octobre 1970, le pétrolier Pacific Glory, battant pavillon libérien, est entré en collision avec le pétrolier Allegro au large de l'île de Wight et a pris feu, faisant 13 morts à bord du Pacific Glory qui s'est échoué le 24 octobre et Andromeda a participé à l'opération de nettoyage à grande échelle. Le 9 octobre 1970, Andromeda et son hélicoptère sont allés au secours du remorqueur RMAS Samsoniaqui avait subi une panne mécanique lors du remorquage du navire de débarquement Stalker par mauvais temps à travers le Pentland Firth. En 1971, elle était présente aux Jours de la Marine de Portsmouth. En août de 1971 elle a rejoint le 6ème Escadron de Frégate.

### Guerres de la morue
En 1973, Andromeda a participé à la Seconde Guerre de la morue, patrouillant pour intervenir en cas d'ingérence dans la pêche britannique par des navires islandais. Le 11 août 1973, Andromeda est percuté par la canonnière islandaise Óðinn. L'année suivante, Andromeda a dû évacuer des civils britanniques de l'île méditerranéenne de Chypre après que la Turquie l'ait envahie. En 1975, pendant la troisième guerre de la morue, la canonnière islandaise Týr a percuté Andromède le 28 décembre, endommageant sa rambarde et un lanceur de paillettes. Le 7 janvier 1976, Andromèdea été impliqué dans un autre éperonnage, cette fois avec la canonnière Þór. Les deux navires de guerre ont été endommagés, l'Andromeda ayant subi une bosse de 3,7 m à la suite de cette collision, et a dû retourner au HMNB Devonport pour des réparations.

### Guerre des Malouines

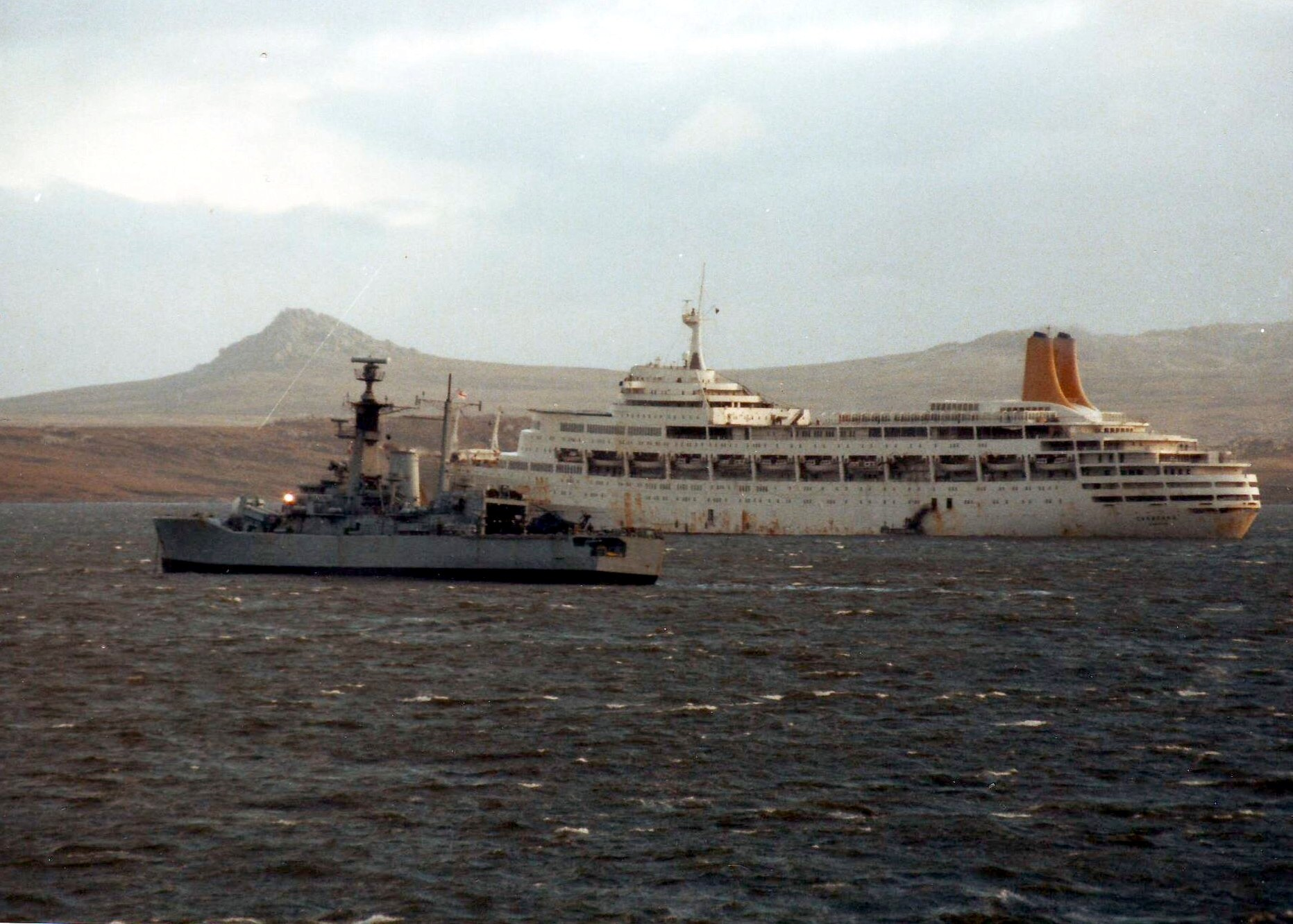
Andromeda aux côtés du SS Canberra à la fin de la guerre des Malouines

En 1977, Andromeda a participé à la revue de la flotte de la Royal Navy, lors des célébrations du jubilé d'argent de la reine Elizabeth II. Entre novembre 1977 et décembre 1980, Andromeda a subi une modernisation, y compris l'ajout de missiles Exocet et Sea Wolf au chantier naval de Devonport.
Andromeda a pris part à la guerre des Malouines en 1982, revenant au Royaume-Uni après un déploiement dans l'Atlantique Ouest en avril 1982, avant de naviguer pour l'Atlantique Sud dans le cadre du Bristol Group, entrant dans la zone d'exclusion totale britannique le 25 mai. Elle a principalement servi d'escorte rapprochée pour le porte-avions HMS Invincible (R05), ne subissant aucun dommage pendant la guerre. Après avoir visité la Géorgie du Sud en août, elle a navigué pour le Royaume-Uni, atteignant Devonport le 10 septembre.

### Tâches variées
Dans les années suivantes des années 1980, Andromeda a effectué un certain nombre de tâches variées, patrouillant dans le golfe Persique sur Armilla Patrol (en) et des déploiements aux îles Malouines et aux Caraïbes. À la fin de l'été 1984, Andromeda a accosté au port de Baltimore aux États-Unis pendant 10 jours, en route des Malouines pour rentrer en Angleterre. Puis un nouveau déploiement pour Armilla Patrol en 1983 et en 1985, visitant de nombreux ports.

## Vente
Entre 1990 et 1991, Andromeda a subi un carénage. Elle a été déclassée deux ans plus tard. Andromeda a été vendu à la Marine indienne en 1995, où elle est devenue le navire-école INS Krishna. Son armement avait été réduit à deux canons Bofors 40 mm L/60 et deux canons Oerlikon de 20 mm .
Krishna a été mise hors service le 24 mai 2012 à Bombay, 44 ans jour pour jour après son lancement. Le navire a été coulé dans la baie du Bengale pour l'entraînement à la cible par les navires de la marine indienne.